# André Dupin

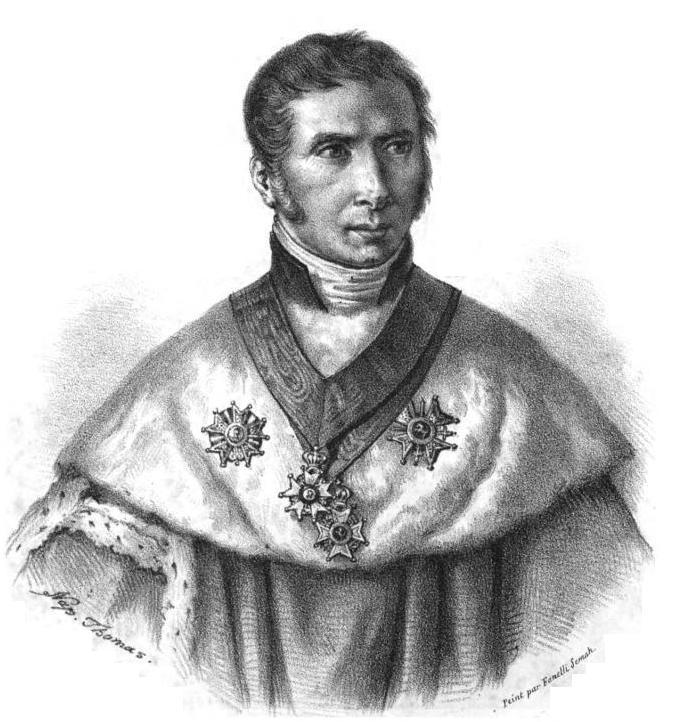
André Dupin als Generalstaatsanwalt (Procureur général) des Kassationshofes (1836)

André Dupin (* 1. Februar 1783 in Varzy; † 10. November 1865 ebenda) war ein französischer Jurist, Politiker und Mitglied der Académie française.

## Leben
André-Marie-Jean-Jacques Dupin, älterer Bruder des Mathematikers Charles Dupin und des Politikers Philippe Dupin (1795–1846, genannt Dupin der Jüngere), war der Sohn eines Juristen aus Clamecy. Er studierte Rechtswissenschaft, wurde 1806 promoviert und betätigte sich als Rechtsanwalt. Vom 10. Mai bis 13. Juli 1815 war er während der Herrschaft der Hundert Tage Abgeordneter des Départements Nièvre in der Repräsentantenkammer. Da in der zweiten Restauration für Abgeordnete ein Mindestalter von 40 Jahren galt, wurde seine politische Karriere unterbrochen. Er verlegte sich auf die gerichtliche Verteidigung napoleonischer Generäle, von Béranger und der Zeitungen Journal des Débats und Le Constitutionnel und wurde ob seiner rhetorischen Begabung zur Berühmtheit. Ab 1817 war er Rechtsberater des Herzogs von Orléans, und als dieser 1830 König wurde, machte er Dupin zum Generalstaatsanwalt und zum Staatsminister.
Von Mai 1827 bis Februar 1848 war er Abgeordneter der Deputiertenkammer, von 1832 bis 1839 Parlamentspräsident. Vom 23. April 1848 bis zum 2. Dezember 1851 war er Abgeordneter und Präsident der Nationalversammlung. Dann fiel er in Ungnade und zog sich zur Abfassung von Memoiren auf sein Schloss Raffigny in Gâcogne zurück. 1857 konnte er in die Politik zurückkehren, wurde wieder Generalstaatsanwalt und von Napoleon III. zum Senator des Zweiten Kaiserreichs ernannt.
Zahlreiche juristische Schriften, vor allem aber seine Beredsamkeit brachten ihm 1832 den Sitz Nr. 35 in der Académie française ein. Im gleichen Jahr wurde er auch in die Académie des sciences morales et politiques (Sektion 3, Sitz Nr. 3) gewählt. Wegen seiner Verteidigung der gallikanischen Freiheiten geriet er mit der römisch-katholischen Amtskirche in Konflikt. Sein 1844 erschienenes Werk Manuel du droit public ecclésiastique français wurde per Dekret der Glaubenskongregation 1845 auf den Index gesetzt. Ein zweites Werk (Libertés de l’église gallicane), das sich ebenfalls mit dem Gallikanismus, sowie der Römischen Frage und vermeintlichem Machtmissbrauch in der katholischen Kirche befasste, wanderte in seinem Erscheinungsjahr 1860 ebenfalls auf den Index.
Dupin starb 1865 im Alter von 82 Jahren. In Paris und Nevers sind Straßen nach ihm benannt. Ein von der Académie des sciences morales vergebener Preis trägt seinen Namen.

## Werke (Auswahl)
- Le Morvan. Topographie, agriculture, moeurs des habitants, état ancien, état actuel. Scènes morvandelles. Plon, Paris 1853. Nachdruck Guénégaud, Paris 1984.
- Mémoires. 4 Bde. Plon, Paris 1855–1861.
- Jesus devant Caïphe et Pilate ou Procès de Jesus-Christ. Paris 1863.
- Manuel du droit public ecclésiastique français, contenant les libertés de l’Église gallicane en 83 articles, avec un commentaire, la déclaration du clergé de 1682 sur les limites de la puissance ecclésiastique, le concordat, et sa loi organique. Paris, 1844
- Libertés de l’église gallicane, manuel du droit public ecclésiastique français, suivi d’un appendice conténant plusieurs questions sur l’Index, le pouvoir des légats, l’abus des excommunications et la question romaine. Paris, 1860